# Xã Pulaski, Michigan
Xã Pulaski (tiếng Anh: Pulaski Township) là một xã thuộc quận Jackson, tiểu bang Michigan, Hoa Kỳ. Năm 2010, dân số của xã này là 2.075 người.